# Campeonato Alemán de Fútbol 1931
El Campeonato Alemán de Fútbol 1931 fue la 24.ª edición de dicho torneo.

## Fase final

### Octavos de final
- Beuthen 09 0-2 Hamburgo SV
- Fortuna Düsseldorf 2-3 Eintracht Frankfurt
- Holstein Kiel 3-2 SV Prussia-Samland Königsberg
- SpVgg Leipzig 0-3 SpVgg Fürth
- Tennis Borussia Berlin 6-1 VfB Liegnitz
- TSV 1860 Múnich 4-1 Meidericher SpV
- VfB Bielefeld 2-5 Hertha BSC
- VfB Königsberg 1-8 Dresdner SC

### Cuartos de final
- Dresdner SC 3-4 Holstein Kiel
- Hamburgo SV 2-0 Eintracht Fráncfort
- Hertha BSC 3-1 SpVgg Fürth
- TSV 1860 Múnich 1-0 Tennis Borussia Berlin

### Semifinales
- Hertha BSC 3-2 Hamburgo SV
- TSV 1860 Múnich 2-0 Holstein Kiel

### Final
- Hertha BSC 3-2 TSV 1860 Múnich

|                              |
| Campeón Hertha BSC 2° título |